# Zenki
Kishin Dōji ZENKI (鬼神童子, Zenki el Niño Demonio; más conocido como solo Zenki), es una serie de anime, manga, y también una gama de videojuegos. Cuenta con un OVA estrenado en 1997, es decir, dos años después de que se emitiera la serie de televisión.

## Argumento
En tiempos ancestrales, un demonio llamado Karuma intentó destruir el mundo por medio de sus semillas del mal. Ozunu Enno (役 小角, Enno Ozunu), logró controlar las semillas del mal a través de Zenki (前鬼), uno de los demonios, y el mundo volvió a la normalidad. Entonces el maestro Ozune selló a Zenki dentro de un pilar para controlar su descomunal sed de violencia y su salvajismo. Así, Zenki quedaría confinado al pilar por tiempo indefinido en espera del momento de que algún sucesor del maestro Enno rompiera el sello de Bayula y volviera a convocarlo a la lucha.
Tras 1.200 años de paz en el mundo, las semillas del mal vuelven a aparecer desatando nuevamente ataques contra los habitantes de la ciudad de Shikigami-Cho, donde habita Chiaki Enno (役 小明, Enno Chiaki, o Cherry Night en algunas traducciones), descendiente directa de la dinastía Enno. La reaparición de las semillas despiertan a Zenki y ella es la única capaz de romper el sello de Bayula que lo mantiene confinado en el pilar, de controlarlo y con él combatir las semillas del mal. Su herramienta para dirigir a Zenki y convertirlo en un compañero útil es un brazalete que aparece en su muñeca cuando lo liberan. Los personajes que acompañan a Zenki y Cherry son los abuelos de esta, también del linaje Ozune.

## Personajes
- Chiaki Enno (役 小明 Enno Chiaki?): (Cherry en la versión Latina) Es una joven estudiante de secundaria, que también ayuda a su abuela a manejar el templo que lleva su familia desde hace varios años, conocido como el Templo Enno. Ella también tiene la habilidad de convocar magia, aunque es principalmente de caracteres curativos, pero también es la 55ma descendiente del monje más importante del Japón antiguo conocido por Ozune Enno, y la única capaz de controlar al guerrero conocido como Zenki, a través de un brazalete que le fue otorgado, llamado el Brazalete de Protección.

- Zenki (前鬼?): Zenki fue uno de los guerreros guardianes predilectos del monje Enno, debido principalmente a su gran fuerza más que otra cosa, y dentro de la historia es controlado por la descendiente del monje Chiaki. Su principal defecto es que es muy engreído y fiero, por lo que a veces sus enemigos logran hacerle algo de ventaja.

- Akira Goto (後藤 晶 Gotō Akira?) / Gooki (後鬼): Goki es un guerrero guardián al igual que Zenki, que sirvió al gran monje Ozuno hace más de mil años cuando el mundo peligraba por la acción de Karma. Goki era conocido como el más amable con los seres humanos, y siempre se le relacionaba con la protección y recreación. Él se casó con una mortal y tuvo varios hijos, y cuando el peligro dejó de acechar a la Tierra el monje Ozune selló a Goki dentro de uno de sus hijos, y la descendencia continuó hasta que el mundo vuelve a peligrar y Akira Goto, quien tiene dentro de su interior el espíritu del Dios guerrero Goki, despierta gracias al brazalete mágico de Chiaki para ayudar a Zenki.

- Soma Miki (神酒 壮真 Miki Sōma?): Monje quien interviene como aliado de Zenki y Chiaki.

- Kuribayashi (栗林?): Kuribayashi es un monje aprendiz, y su maestro es el tío abuelo de Chiaki, Jukai.

- Karuma (カルマ Karuma?): Karuma es la subordinada del señor de los abismos del mal, y también una de las principales enemigas del planeta Tierra, y es ella quien envía las semillas del mal, en la segunda temporada de la serie las semillas del mal se convierten en las semillas de Karuma.

- Inugami: El hijo de En-gai, un príncipe del Mundo de la Muerte. Él es originalmente un ser humano, pero en-gai lo adoptó y lo crio como a un hijo. Como tal él nunca supo que tenía una madre humana. Cuando su madre murió, En-gai utiliza 3 Karuma Semillas para convertir Inugami en un monstruo. Cuando fue derrotado y casi muerto, Inugami fue al otro mundo para pedir a su madre en busca de ayuda, y regresó para ayudar a Zenki a derrotar al mal. Después vivió en paz hasta el final de la serie.

## OVA de Zenki
El OVA de Zenki fue editado en 1997, dos años después de que se emitiera la serie de TV. Esta animación, hecha especialmente para el mercado de videos, se comprende de un único episodio de 30 minutos. Aunque en realidad, se parece mucho a un episodio de TV normal un poco más alargado. Esta OVA de Zenki está un poco mejor animada, pero no hace referencia a ser una secuela de la serie televisiva.

## Historia del OVA
Chiaki llega a una misteriosa aldea llamada Karuesaru donde ha sido convocada para llevar a cabo un trabajo de exorcismo: acabar con un demonio que aparece cada sesenta años, el cual cada vez que viene, en condición para no destruir el pueblo, debe quedarse con el alma de siete chicas de diecisiete años.
Quien llama a Chiaki es la madre de dos únicas chicas que quedan en toda la aldea: las hermanas gemelas Hikaru y Michiru Ibuki. Pero resulta que, justamente, estas dos chicas ya han sido atrapadas espiritualmente por el demonio. Así se terminan tirando de un precipicio en modo de sacrificio, para que este no destruya la aldea.

## Manga de Zenki
El manga de Zenki consta de 12 volúmenes. El manga y anime se desarrollan de distinta forma y tienen distintos finales.

## Música

### Latinoamérica (Opening)
- Episodios 1 al 51: "Kishin Dōji ZENKI" por Habib Antonio.

## Videojuegos
Dada la popularidad de la serie en Japón se realizaron diversos videojuegos para diversas plataformas las cuales son:
- SNES: 3 juegos
- Game Gear: 1 juego
- PC-FX: 1 juego